# دوروتی ارکسلبن
دوروتی کریستیانه ارکسلبن (Dorothea Christiane Erxleben) با نام اصلی لپورین ( ۱۳ نوامبر ۱۷۱۵ ، کوئدلیندبورگ - ۱۳ ژوئن ۱۷۶۲ ، کوئدلیندبورگ ) نخستین پزشک زن آلمانی بود.
تعلیمات پزشکی او از سنین پایین توسط پدرش آغاز شد. کسب درجه استادی دانشگاه از سوی لائورا باززی ، دانشمند ایتالیایی ، به ارکسلبن انگیزه داد تا در جهت دستیابی به حق خود ، که تحصیل در رشته پزشکی بود مصصم تر شود. در سال ۱۷۴۲ رساله ای به چاپ رساند که در آن به بحث در باره حق تحصیل بانوان در دانشگاه می پرداخت.
سرانجام فردریک کبیر ، با تقدیر از فعالیت‌های ارکسلبن ، اجازه ثبت نام در دانشگاه را برای وی صادر نمود. ارکسلبن در ۱۷۵۴ با مدرک دکترای پزشکی از دانشگاه هاله فارغ التحصیل شد و در ادامه فعالیت‌هایش شروع به پژوهش در مورد موانع سد راه تحصیل زنان در دانشگاه‌ها نمود. از جمله موانعی که وی تحقیقاتش را متوجه آن نمود ، نقش خانه داری و پرورش کودکان در ممانعت از تحصیل زنان بود.